# Ровиго (провинция)
Рови́го (итал. Provincia di Rovigo, вен. Provincia de Rovigo) — провинция в Италии, в области Венеция. Столицей является город Ровиго. Занимает площадь в 1789 км² с общей численностью населения 244 062 человек (по состоянию на 2014 год).

## История
Территория провинции впервые была колонизирована греками, которые основали колонию Адрия в XII—XI веках до нашей эры. В VI и V веках до нашей эры территорию населяли этруски и венецианцы, а затем римляне.
В Средние века регион был под властью Дома Эсте как часть герцогства Феррара, но Ровиго не являлся административной единицей герцогства и присутствовало более одного подеста для каждой стороны реки По.
После Феррарской войны в 1484 году, Венецианская республика взяла контроль над северной частью Полезине (ит.); венецианцы выделили территорию, назначив её столицей Ровиго, впервые выделив территорию в административное объединение. Это можно считать образованием провинции Ровиго как самостоятельной административно-территориальной единицы, хотя её протяжённость в то время была существенно меньше сегодняшней; границы были установлены по каналу Бьянка с некоторыми исключениями: в венецианскую территорию Ровиго входили Полезелла, Гуарда-Венета, Адрия и дельта реки По.
После венского конгресса в 1815 году все территории севернее реки По были включены в Ломбардо-Венецианское королевство, таким образом давая провинции современную протяжённость.

## География
На севере граничит с провинциями Верона, Падуя и Венеция, на юге с Феррара, на западе с Мантуя и на востоке с Адриатическим морем. Провинцию Ровиго относят или полностью включают в историко-географическую область Полезине. Ровиго расположена на равнинной местности с перепадами высот от −2 до 15 метров.
Северная граница провинции проходит по реке Адидже от Бадия-Полезине до моря, исключая территорию коммуны Кавардзере (провинция Венеция); южная граница проходит по реке По от коммуны Мелара до моря. Провинция захватывает всю дельту реки и граница идёт от дельты по каналу Po di Goro.
Реки По и Адидже обладают постоянным руслом только в последнее время. Земля относительно недавней формации подмывается реками и происходит оседание почвы за счёт естественного уплотнения, а также человеческой деятельности, такой как дренаж, отвод грунтовых вод и добыча метана.
Канал Бьянка единственный, протекающий через всю Ровиго. Многие каналы для дренажа были вырыты уже в самой провинции, так как По и Адидже являются, соответственно, первой и третьей по величине реками Италии по уровню водного потока и занимаемой водой территории; основными каналами являются Collettore Padano, Ceresolo и Valdentro.
Другими водными потоками являются исторически важный Adigetto (бывшее русло Адидже), Poazzo (бывшее русло По) и Fossa Polesella (бывший водный путь, соединявший канал Бьянкf и По).
Климат здесь умеренно континентальный с высокой влажностью, знойными летними месяцами и туманными зимами; осадки в пределах нормы, как правило, весной и осенью.

## Административное деление и демография
В составе провинции 50 коммун. По состоянию на 2011 год основными коммунами по численности населения являлись:
- Ровиго — 59 099 жителей
- Адрия — 20 069
- Порто-Виро — 14 470
- Лендинара — 12 006
- Оккьобелло — 11 849
- Бадия-Полезине — 10 780
- Порто-Толле — 9976
- Тальо-ди-По — 8445
- Розолина — 6510
- Вилладозе — 5185

### Города
- Ариано-нель-Полезине
- Аркуа-Полезине

Ровиго страдает от современного явления миграции: молодёжь переезжает в более развитые регионы Венето и Италии; это приводит к старению населения провинции. Также присутствует миграция из сельских районов в более развитые города провинции.
Различные населённые пункты соединены SS434 «Transpolesana», длинным шоссе, которое, как планируется, пересечёт почти всю провинцию; на сегодня оно соединяет собой Верону с Ровиго. Платная автомагистраль A13 соединяет Болонью с Падуей, а государственная дорога SS309 «Romea» соединяет Венецию с Равенной, проходя через эту территорию.
Автострада имеет выходы в коммунах Оккьобелло, Вилламарцана-Ровиго и Ровиго.

## Экономика
Провинция характеризуется процветающим сельским хозяйством, в частности выращиванием пшеницы, сахарной кукурузы, риса и сахарной свёклы, а также винограда, яблок, груш, персиков, томатов и овощей.
В городе Ровиго и некоторых других центрах провинции имеются от малых до средних предприятий, преимущественно пищевой промышленности (многие из них являются сахарными заводами, металлообрабатывающими, производствами по изготовлению столярных изделий, текстильная промышленность, стройматериалов и строительству). В водно-болотных угодьях дельты реки По есть множество хозяйств по разведению аквакультур.
В провинции Ровиго есть курортные посёлки, такие как Rosolina Mare, Rosa Pineta и Isola di Albarella.
Восточная часть провинции соответствует дельте реки По, это крупная территория, где река разделяется на каналы (каждый носящий своё имя). Дельта является природоохранной территорией, так как на национальном уровне она имеет статус природного парка.